# Назаров, Алексей Иванович
Алексей Иванович Назаров (21 февраля [6 марта] 1905, Ярославский уезд, Ярославская губерния — 10 октября 1968, Москва) — советский издательский работник и государственный деятель. Председатель Комитета по делам искусств при СНК СССР (1938—1939), заместитель министра культуры СССР (1954—1957), директор Издательства АН СССР (1946—1954, 1957—1968).

## Биография
Родился 21 февраля (6 марта) 1905 года в деревне Ведерники Ярославской губернии (по другим данным 8 или 15 февраля в деревне Ведуново Боровинской волости) в семье рабочего (по другим данным — в крестьянской). С 1918 года работал плотником в сельских хозяйствах Ялуторовского уезда Тюменской губернии, с 1919 года — делопроизводителем Боровинского волостного ревкома Омской (по другим данным Ярославской) губернии, с 1921 года плотником на различных предприятиях Рыбинска. В 1923—1924 годах был секретарём комсомольской ячейки кирпичного завода в селе Песочное, ныне Рыбинский район Ярославской области. В 1924 году вступил в ВКП(б). В 1924—1925 годах был слушателем Ярославской губернской партийной школы. В 1925—1926 годах был секретарём ячейки ВКП(б) Рыбинской бумажной фабрики.
В 1926—1927 годах заведовал отделом партийной жизни рыбинской газеты «Рабочий и пахарь». Закончил Московский государственный институт журналистики за 1927—1929 годы. В 1929—1937 годах был заместителем ответственного секретаря, заведующим отделом информации, затем заведующим отделом литературы и искусства газеты «Правда». В 1937—1938 годах был заместителем заведующего отделом печати ЦК ВКП(б). С 19 января 1938 года был председателем Комитета по делам искусств при СНК СССР. 1 апреля 1939 года был понижен до заместителя заведующего Объединённым государственным издательством при СНК РСФСР. Доцент (1948). Кандидат исторических наук (1953). В 1946—1954 и 1957—1968 годах был директором Издательства Академии наук СССР. В 1954—1957 годах был заместителем министра культуры СССР. Депутат Верховного Совета РСФСР I созыва.
С декабря 1961 года персональный пенсионер союзного значения. Умер 10 октября 1968 года. Урна с прахом захоронена в колумбарии Новодевичьего кладбища в Москве.

## Комментарии
1. ↑  Деревня Ведерники (Ведерникова)[2] относилась ко 2-му стану Ярославского уезда Ярославской губернии; не сохранилась[3][4], ныне — территория Красноперекопского района, Ярославль[5].